# Divitiaca
Divitiaca is een geslacht van vlinders van de familie snuitmotten (Pyralidae), uit de onderfamilie Phycitinae.

## Soorten
- D. ochrella Barnes & McDunnough, 1913
- D. parvulella Barnes & McDunnough, 1913
- D. simulella Barnes & McDunnough, 1913